# Rachid Nakhlé
Rachid Nakhle (en arabe: رشيد نخلة ) né en février 1873 à Barouk (Moutassarifat du Mont-Liban) et mort en 1939 était un poète, écrivain, journaliste, et homme politique libanais. Il est notamment connu pour avoir écrit les paroles de l'hymne national du Liban.

## Biographie

### Jeunesse et carrière politique
Nakhle est né à Barouk le 6 février 1873. Il a été d'abord scolarisé à l'école d'Ain Zhalta et a terminé ses études à l'école américaine de Souk El Gharb. Il a été nommé kaymakam de Jezzine en 1911, succédant à son père, puis au directorat de Deir el Qamar en 1914.
En 1915, il fut exilé à Jérusalem par Djemal Pacha.
Après la fin de la domination ottomane en 1918, il a été nommé chef de la plume arabe et directeur des connaissances du Liban, et en 1920, inspecteur de la sécurité publique. En 1925, il devint gouverneur de la ville de Sidon jusqu'à sa démission en 1930.

### Engagement dans le journalisme
Nakhle a commencé sa carrière journalistique en fondant le journal Al-Sha'ab à Ain Zhalta le 28 septembre 1912, tout en résidant à Nabaa al-Safa. Le journal était distribué gratuitement, animé par un engagement en faveur de la liberté et de la littérature. Amine Nakhlé se souvient : "Au début, Al-Sha'ab était imprimé à la 'Deir El-Qamar Press' à Deir El-Qamar, et son en-tête indiquait : 'Un journal créé pour servir le peuple, distribué gratuitement.'
Le 8 novembre 1922, j'ai commencé à le publier à Beyrouth. À cette époque, Al-Sha'ab était hebdomadaire, mais le gouvernement l'a interdit trois fois. Il est ensuite devenu quotidien, mais a été interdit quatre fois. Ensuite, il est redevenu hebdomadaire, et a été interdit deux fois de plus. Lorsqu'il est redevenu quotidien, il a été interdit plusieurs fois à nouveau. Je ne me souviens plus du nombre exact de fois. Depuis lors, sa publication a cessé." De cette manière, l'auteur de ces lignes (Amin Nakhle) "a accompli le vœu de fidélité" à plus d'une occasion.

## Œuvres
Rachid Nakhle a composé de la poésie pendant cinquante ans, dans des genres éloquents tels que Zajal, Ghazal, la poésie amoureuse, Rithā et la poésie sociale.
Il a écrit une collection d'œuvres couvrant poésie, vers, mémoires, histoire, critique, littérature, sociologie, lettres et politique. Ses écrits incluent des styles arabe classique et colloquiaux, ainsi que prose. Voici une liste de ses publications :
- "Le livre du passé"
- "Mémoires de Rachid Nakhleh"
- "Lettres de Rachid Nakhleh"
- "Un étranger chez soi" imprimé à Baabda en 1898
- "Passions libanaises", imprimé à Beyrouth en 1910.
- "Le Divan du poète céleste", qui est sa collection de poèmes. Ce nom a été choisi d'après ce que Wali al-Din Yakan a dit de Rashid Nakhle dans son livre 'Afw al-Khater (p. 97, édition 1955), où il le désignait comme un poète céleste.
- "Antar" (un roman)

En poésie Zajal : 
- "Muhsin al-Hazzan" (un roman), publié pour la première fois à Beyrouth en 1936, puis imprimé au Brésil en 1940, et plus tard à Sidon avec une édition non datée, et à Damas sous le nom de "Hind bint Jafeel." Cette édition est également non datée.
- "La Signification de Rachid Nakhle" (une collection de ses poèmes Zajal) a été publiée à Beyrouth en 1945.
- "La Continuité de la Signification de Rachid Nakhle" (qui inclut des poèmes Zajal qu'il a découverts après l'impression de sa collection Zajal)
- "Le Divan libanais" (une compilation de ses œuvres dans divers styles libanais Zajal).